# Cistella de transport

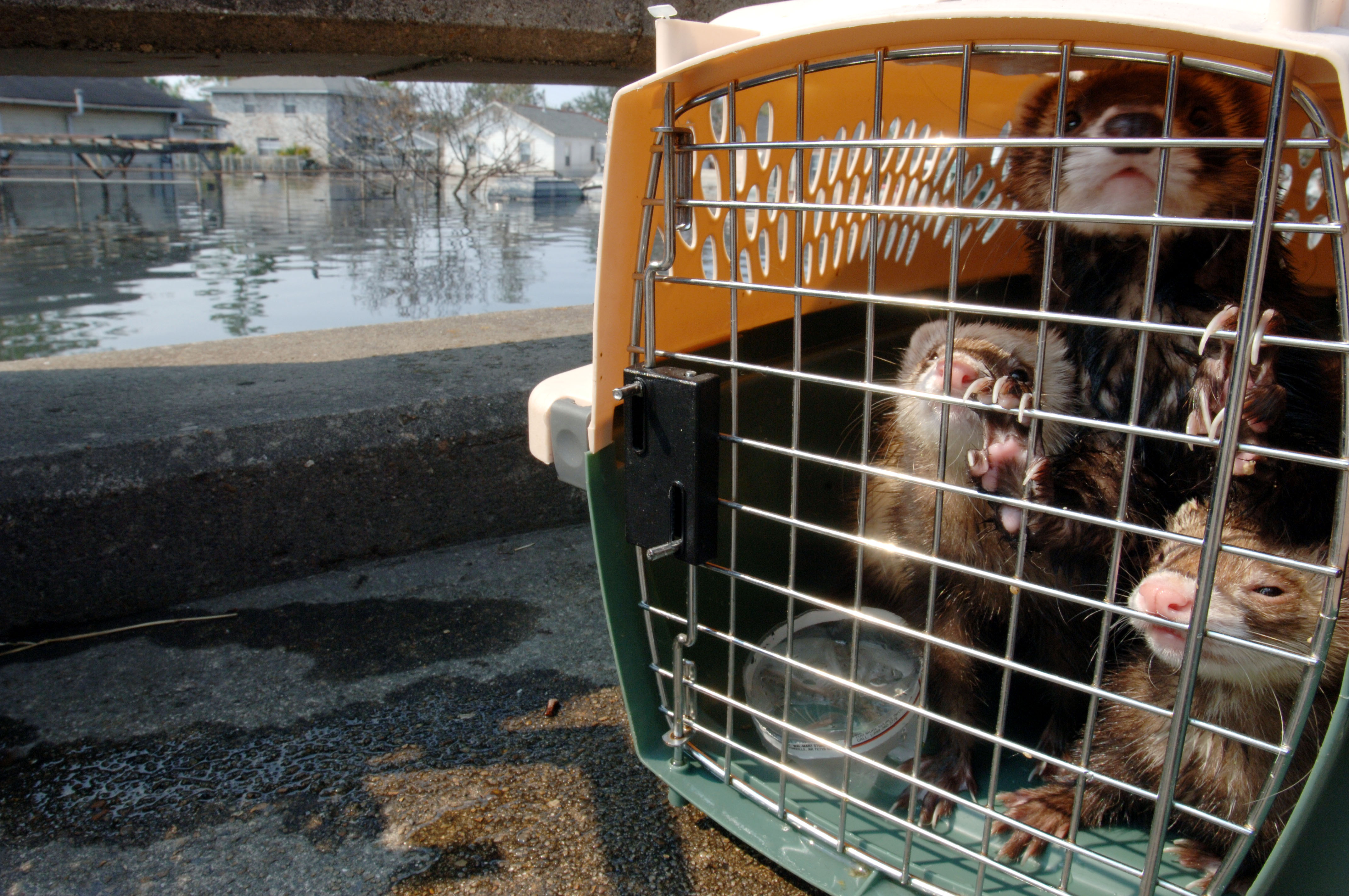
cistella de transport

Una cistella de transport és una mena de gàbia portàtil, sovint de vímet o de plàstic, tancada i amb una porta d'accés, emprada per a transportar-hi una mascota com ara gossos, gats, porcs de guinea, etc. Hi ha models adaptats al tipus de viatge i a la mida i pes de la mascota. Sovint, al transport en comú, la cistella o la mordassa per als gossos és obligatori, excepte per als gossos pigall. Per al transport amb cotxe privat, si no es fa servir una cistella, se'l pot compartimentar de manera a evitar que la mascota interfereixi amb el conductor.

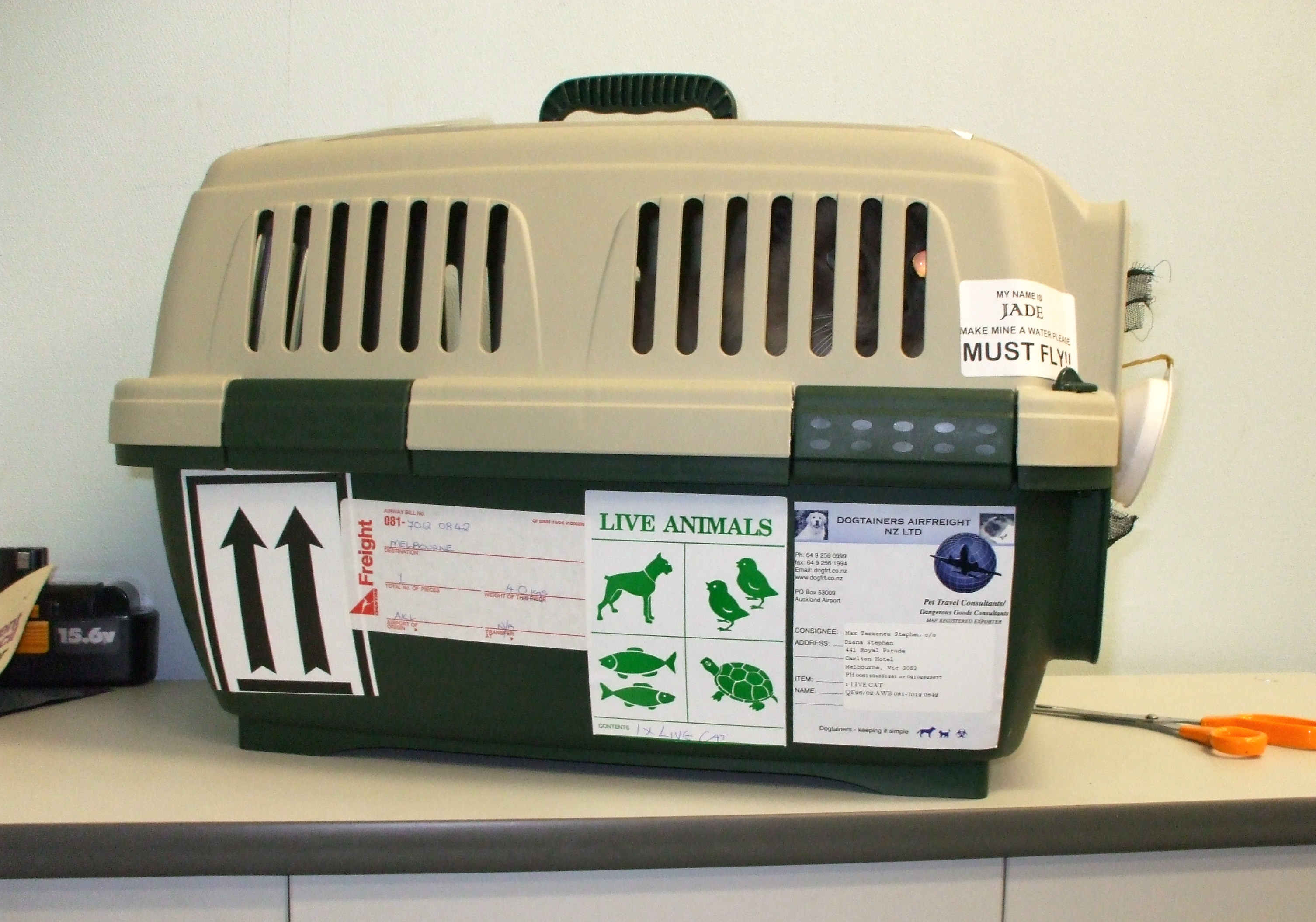
Cistella etiquetada com cal per a viatges en avió

La majoria de les línies aèries permeten als viatgers dur una mascota si està acomodada en una cistella aprovada. Cada companyia té les seves regles i s'aconsella informar-se abans del viatge sobre les condicions. La principal estableix que la cistella s'ha de situar sota el seient del passatger i tenir una base resistent a l'aigua. També existeixen cistelles per a mascotes que no poden entrar en la cabina de passatgers i que han d'entrar a la bodega.

Algunes cistelles de transport incorporen rodes per facilitar el transport als llocs on l'animal no pot córrer solt.

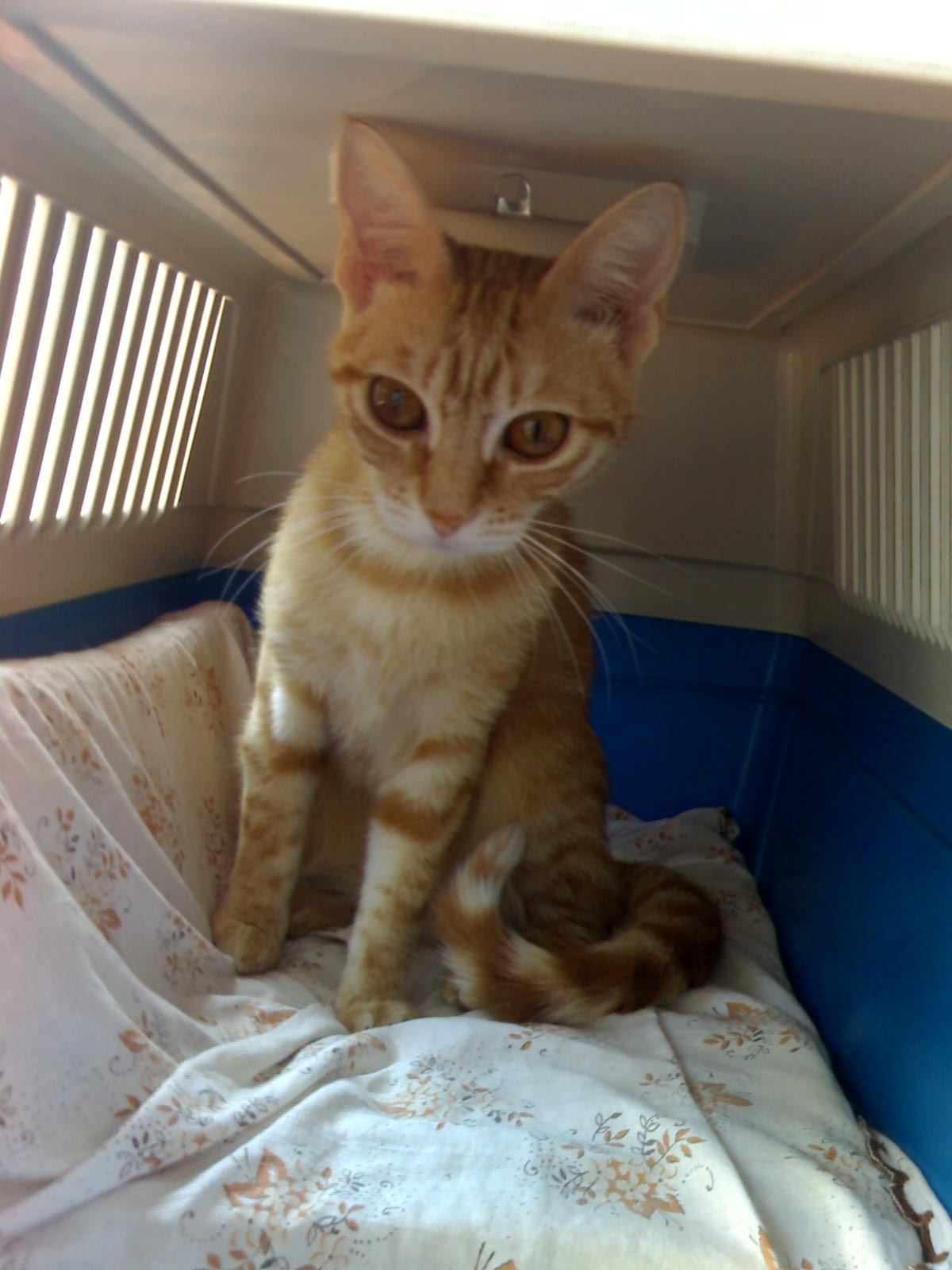
Un gat dins d'una cistella de transport

 Les cistelles de transport per al cotxe protegeixen la salut de la mascota i la seguretat. Una mascota solta és perillosa. Transportar un animal de manera que pugui interferir en la conducció és una infracció de l'article 18 del Reglament General de Circulació qualificada de lleu que suposa 80 € de multa. Alternativament, es fan servir arnesos per mantenir mascotes petites i mitjanes a les places posteriors del vehicle. S'ha de vetllar a mai deixar la mascota sola dins del vehicle, ni en cistella, amb altes temperatures.